# 兵庫県道38号三木三田線
兵庫県道38号三木三田線（ひょうごけんどう38ごう みきさんだせん）は、兵庫県三木市本町と三田市に至る県道（主要地方道）である。

## 概要
三木市本町1丁目から三田市三輪4丁目に至る。兵庫県南東部の北播磨地方から北摂三田地方を結ぶ。全線2車線である。

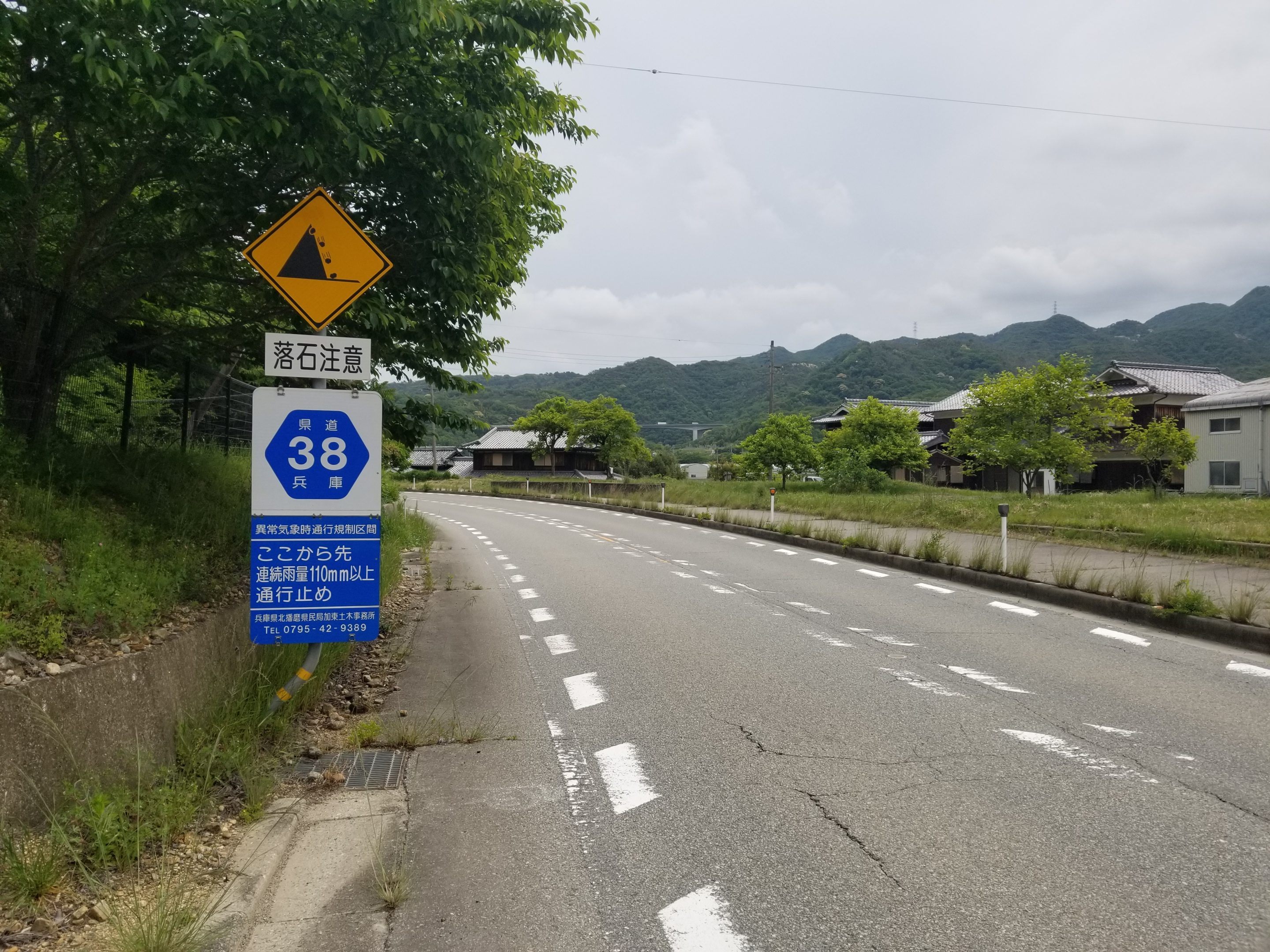
三木市・神戸市境界付近は異常気象時通行規制区間に指定されている。

### 路線データ
- 起点：三木市本町1丁目（本町1丁目交差点、兵庫県道20号加古川三田線交点）
- 終点：三田市三輪4丁目（三輪交差点、国道176号上、兵庫県道15号神戸三田線終点、兵庫県道37号三田後川上線起点）
- 総延長：32 km

## 歴史
- 1964年（昭和39年） - 建設省（現・国土交通省）が主要地方道に指定。
- 1966年（昭和41年） - 兵庫県が主要地方道38号三木三田線を認定。
- 1993年（平成5年）5月11日 - 建設省から、県道三木三田線が三木三田線として主要地方道に再指定される[3]。
- 1995年（平成7年） - 志染バイパス起工
- 2006年（平成18年）9月27日 - 志染バイパス開通。
- 2025年（令和7年）5月16日 - 兵庫県告示第413号により、志染バイパスと並行する旧道の県道指定が解除される[4]。

## 路線状況

### バイパス
- 志染バイパス

三木市宿原から同市志染町窟屋までの4.2 kmの区間である。旧道は集落沿いで道路幅が狭く、大型車の通行が多いことからバイパスの整備が進められ、1995年（平成7年）に起工し、志染町細目では和田村四合谷村ノ口付城跡の遺跡が見つかり、建設と並行して発掘調査が行われた。 そして、のじぎく兵庫国体開幕直前の2006年（平成18年）9月27日に供用を開始した。この事業により同区間の旧道は三木市道に降格となり、もともと重複区間だった兵庫県道513号三木環状線の単独路線になった区間もわずかながら存在していたが、2025年（令和7年）5月16日に指定が解除された。その後、2008年（平成20年）3月に起点付近の神電恵比須駅前交差点の改良が完了した。

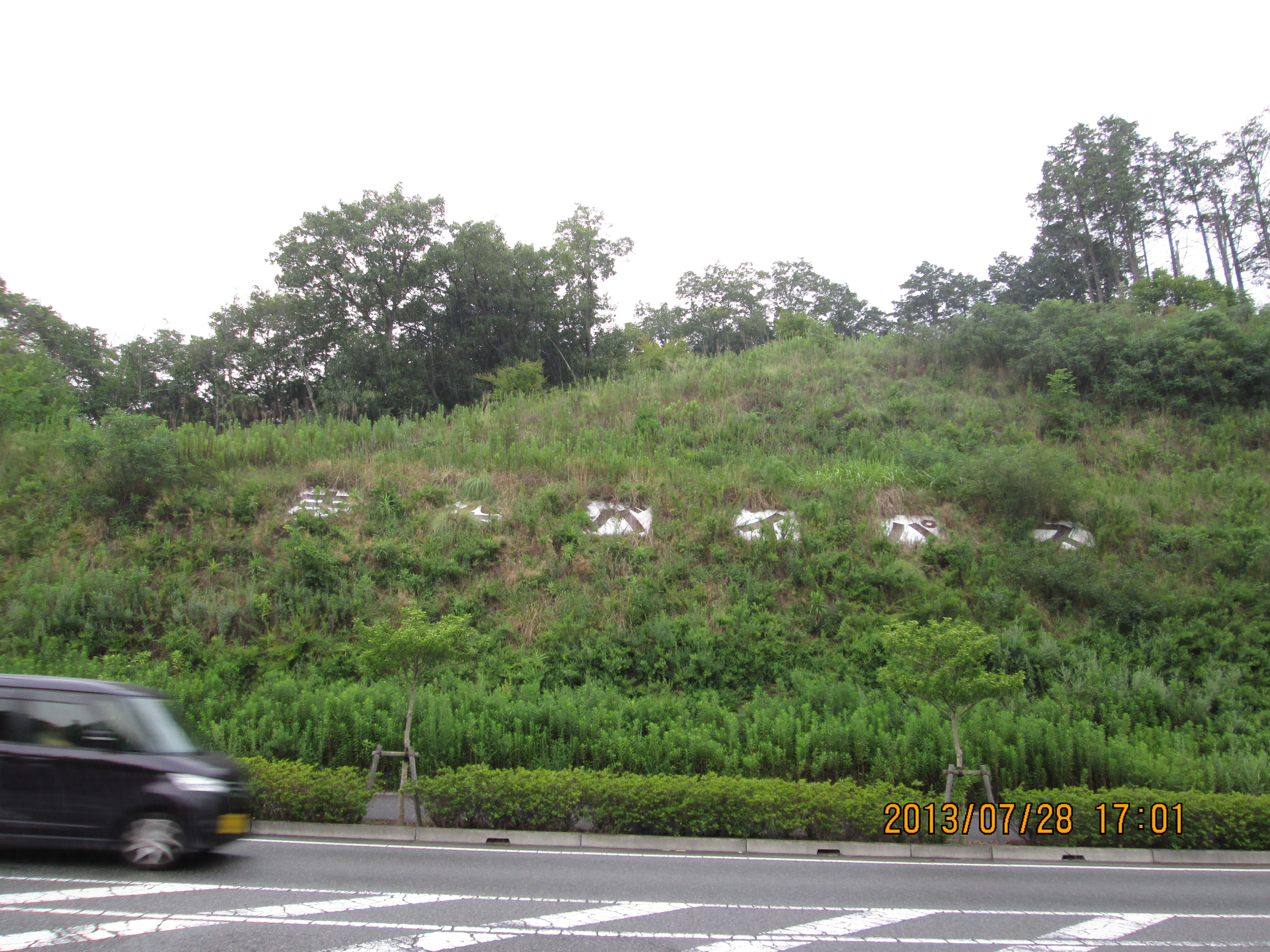
志染バイパスとかかれている場所 志染町吉田で撮影
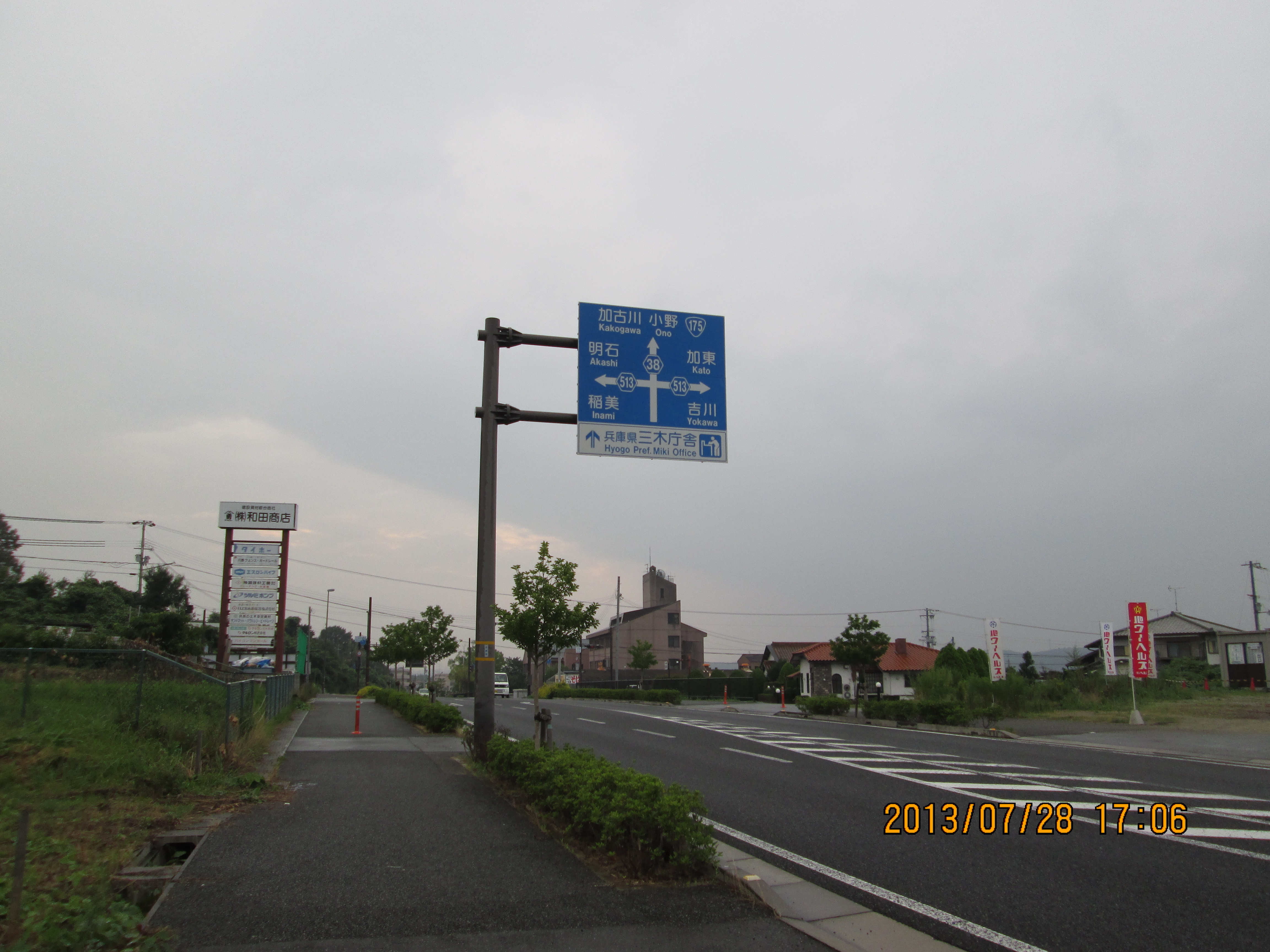
兵庫県道513号三木環状線との交点付近 宿原で撮影
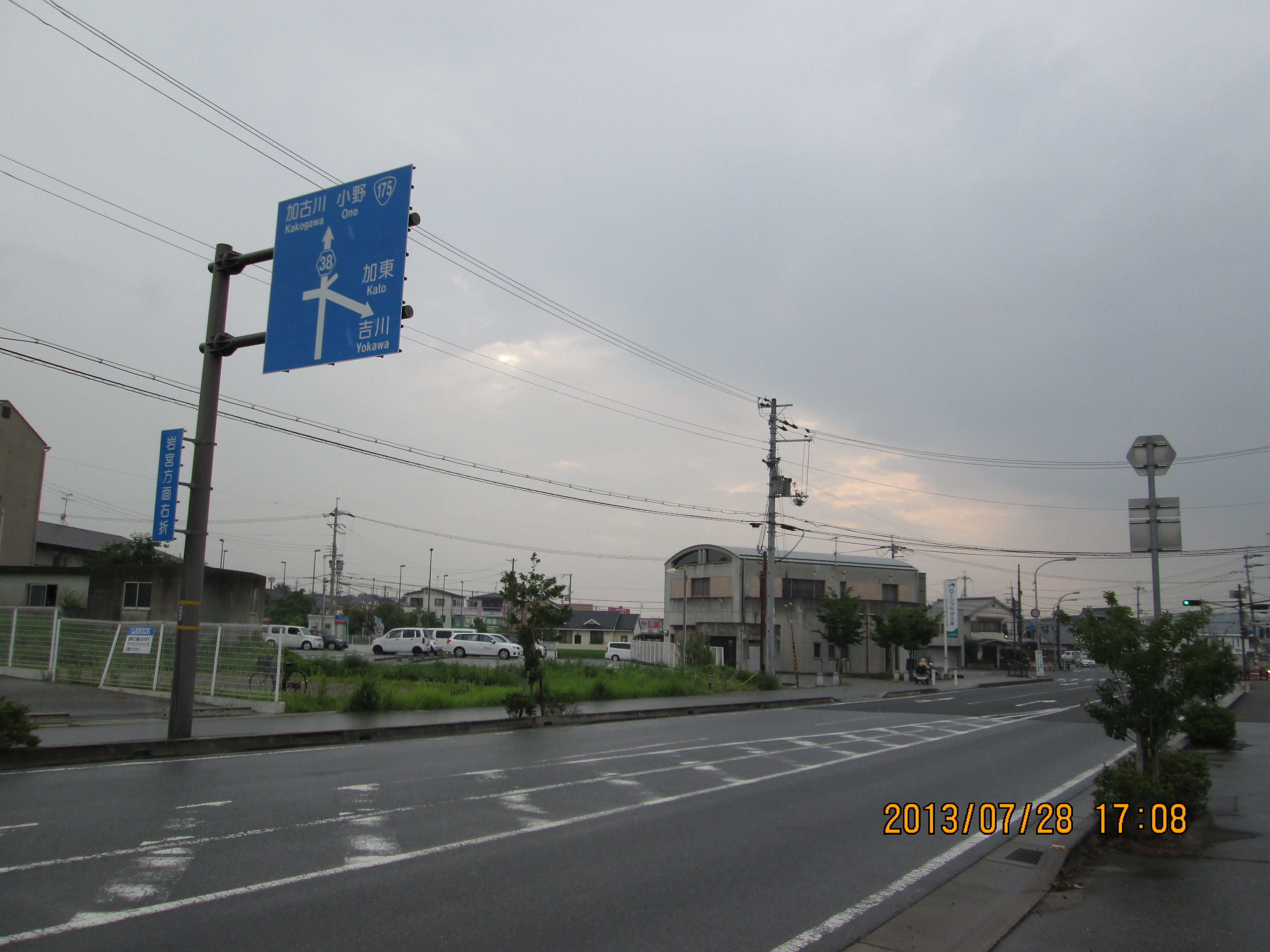
終点付近 三木市大塚2丁目で撮影

### 重複区間
- 兵庫県道20号加古川三田線本町バイパス（三木市本町1丁目・本町1丁目交差点 - 三木市大塚1丁目・大塚1丁目交差点）
- 兵庫県道83号平野三木線（三木市志染町窟屋・奥田橋東詰交差点 - 三木市志染町御坂・御坂交差点）
- 兵庫県道85号神戸加東線（三木市志染町御坂・御坂交差点 - 三木市志染町御坂・御坂東交差点）
- 兵庫県道506号市野瀬有馬線（神戸市北区淡河町野瀬・弓ノ木交差点 - 神戸市北区八多町深谷・深谷交差点）
- 兵庫県道82号大沢西宮線（神戸市北区八多町吉尾・吉尾交差点 - 神戸市北区八多町上小名田・上小名田交差点）
- 兵庫県道15号神戸三田線（神戸市北区道場町日下部・日下部西交差点 - 三田市三輪4丁目・三輪交差点）
- 国道176号（神戸市北区道場町塩田・日下部交差点 - 三田市三輪4丁目・三輪交差点）

### 道路施設

#### 橋梁
- 奥田橋（三木市）
- 窟屋大橋（志染川、三木市）
- 万代橋（淡河川、神戸市北区）
- 淡河大橋（淡河川、神戸市北区）
- 開通橋（淡河川、神戸市北区）
- 小名田橋（八多川、神戸市北区）
- 中村橋（八多川、神戸市北区）
- 才谷橋（八多川、神戸市北区）
- 昭和橋（有野川、神戸市北区）
- 道場新橋（有野川、神戸市北区、国道176号重複区間内）
- 芝名橋（長尾川、神戸市北区、国道176号重複区間内）
- 広瀬橋（武庫川、三田市、国道176号重複区間内）

#### 道の駅
- 淡河（神戸市北区）

## 地理

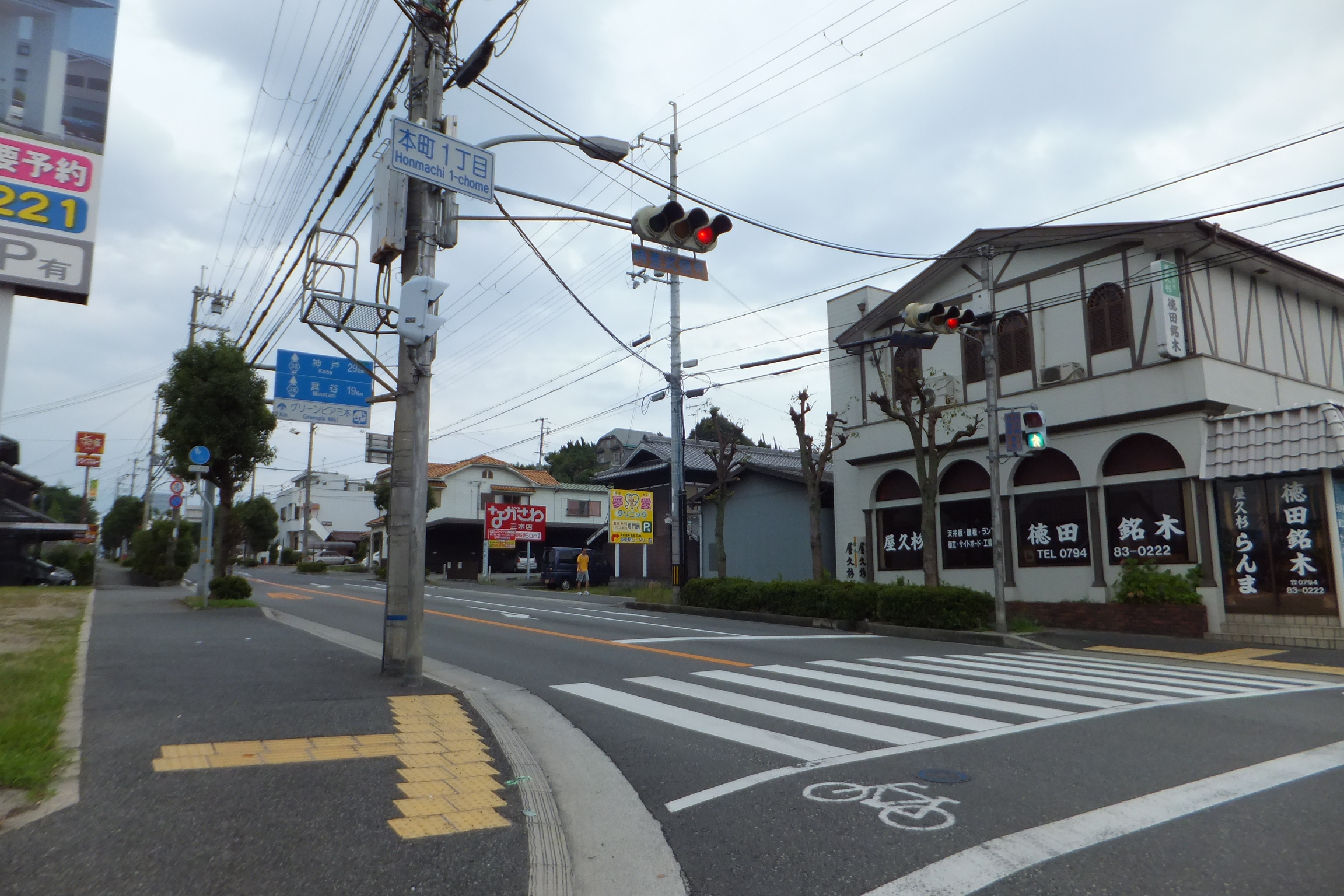
起点付近
三木市本町1丁目

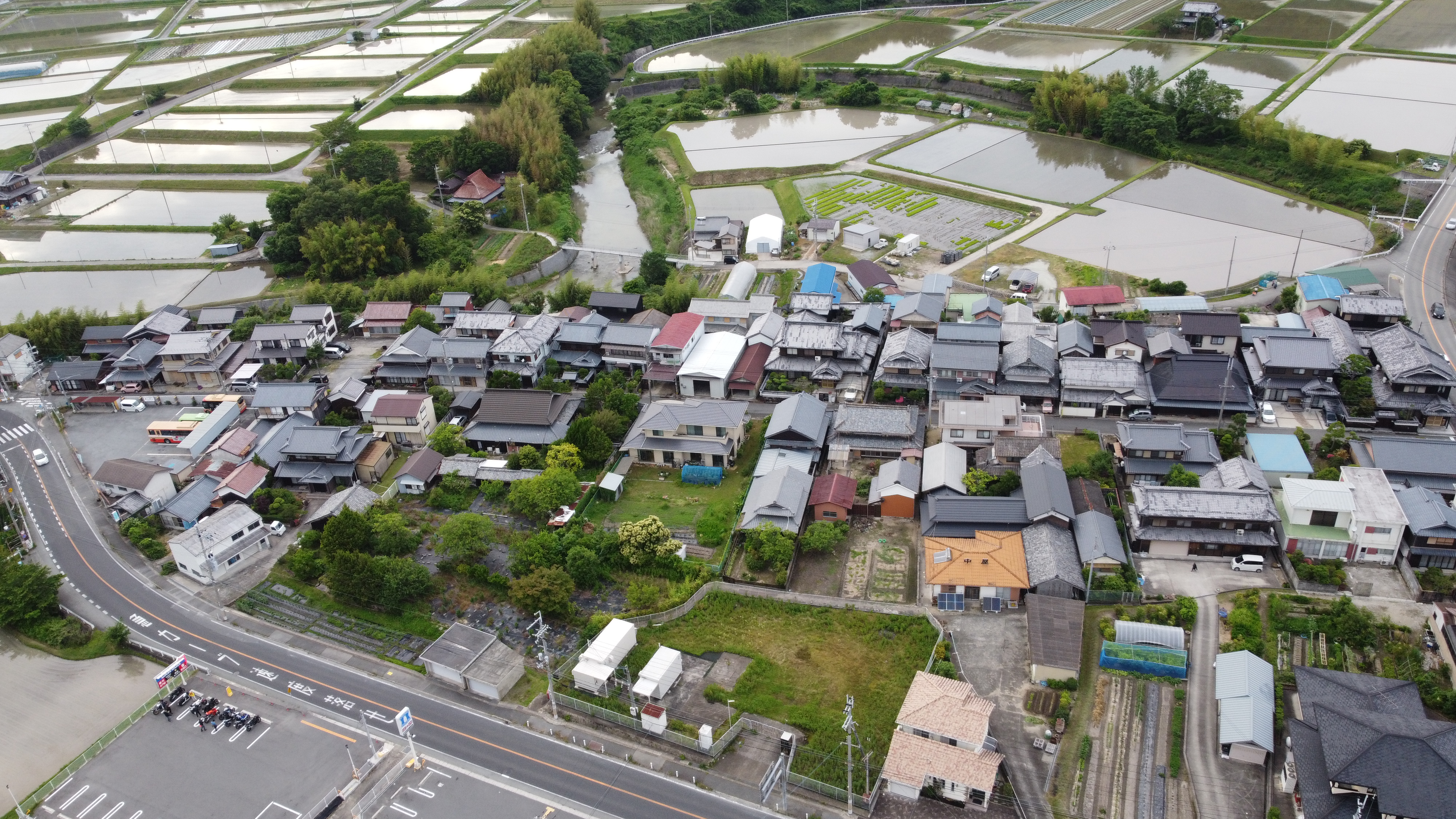
空撮による淡河本町の兵庫県道38号（手前）と旧街道（湯の山街道）

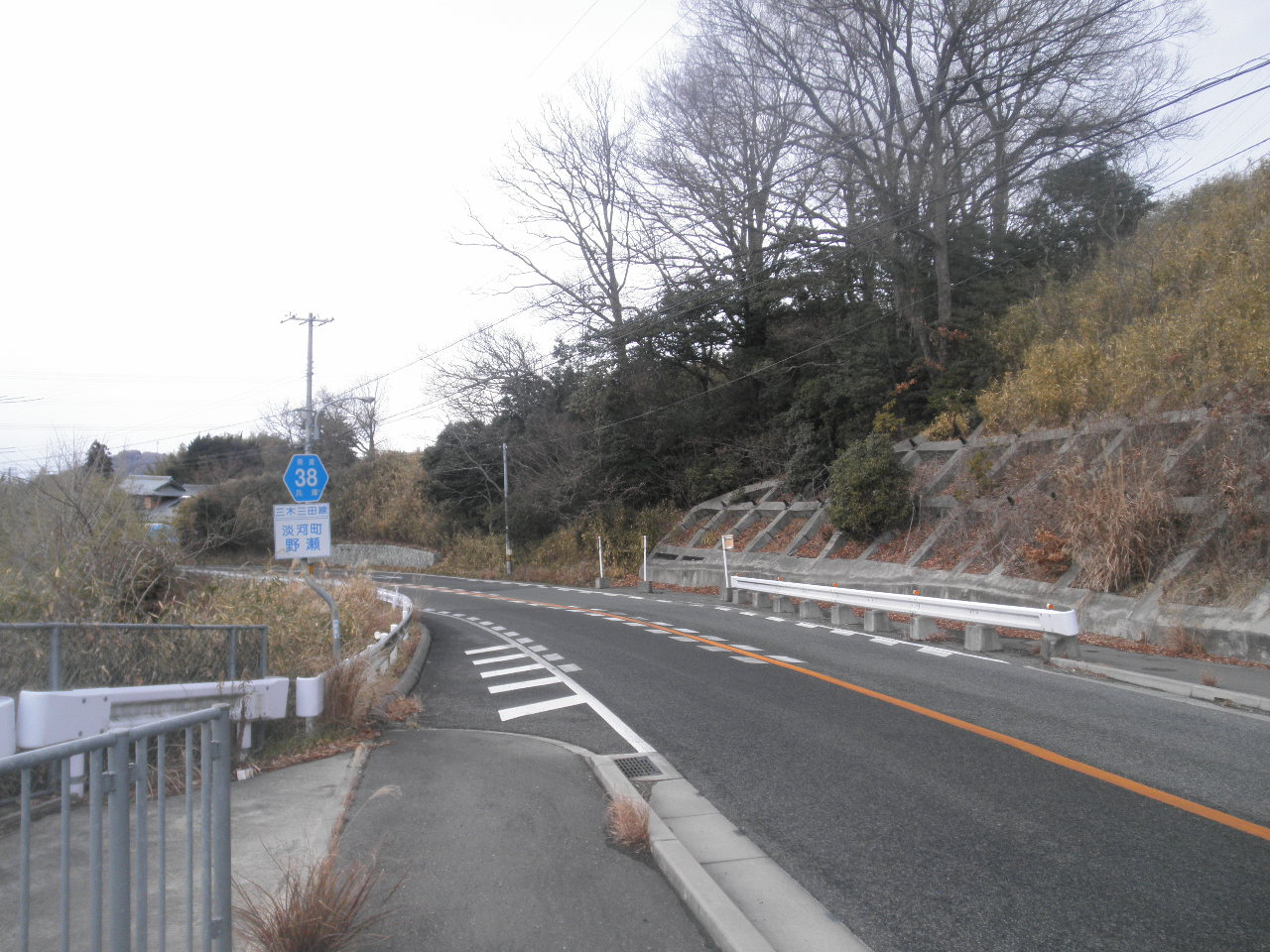
本道の標識
神戸市北区淡河町野瀬

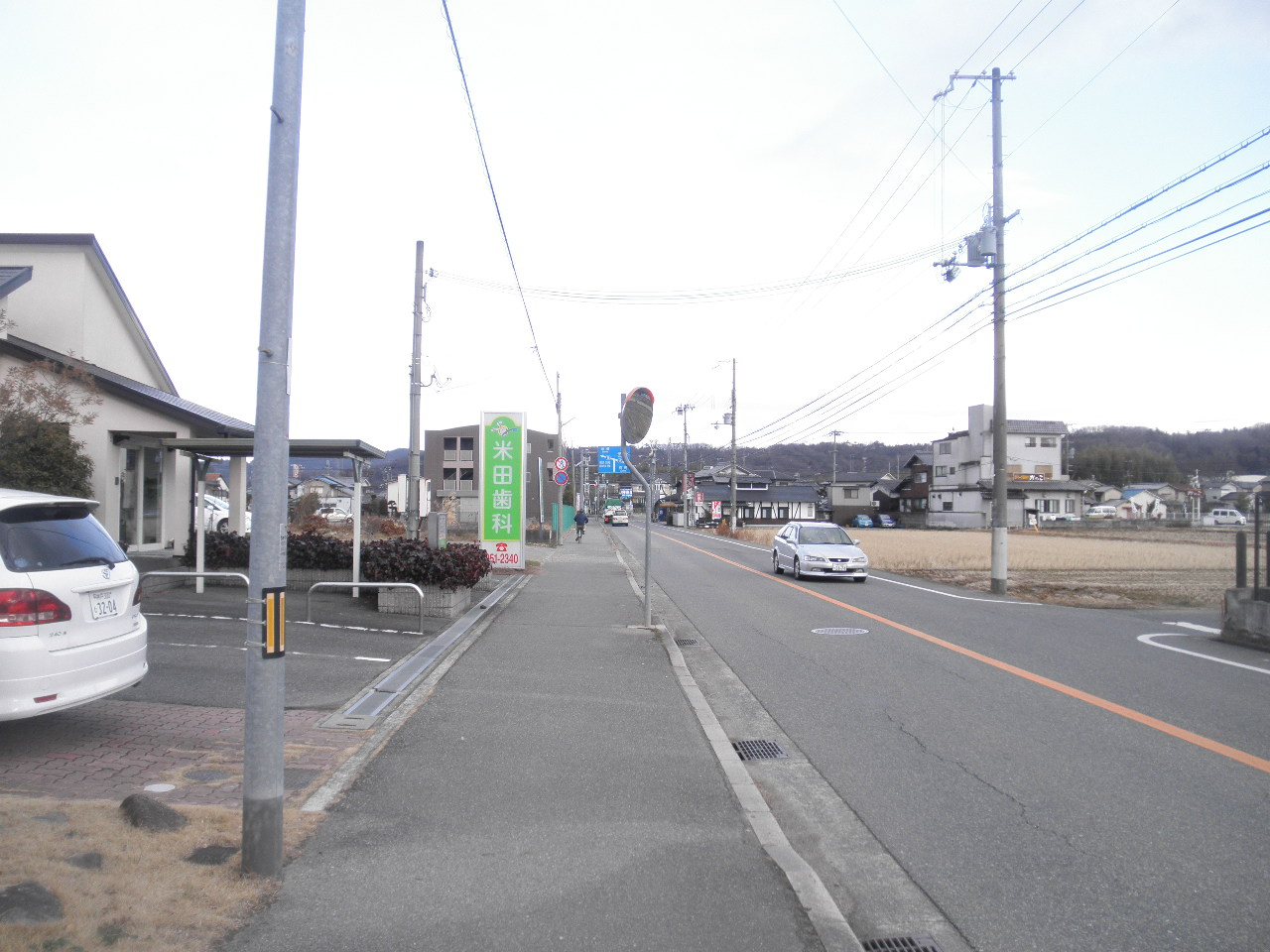
単独区間の終了付近
神戸市北区道場町日下部

### 通過する自治体
- 三木市
- 神戸市（北区）
- 三田市

### 交差する道路
| 交差する道路                                                                        | 市町村名 | 市町村名 | 交差する場所                 | 交差する場所       |
| ----------------------------------------------------------------------------------- | -------- | -------- | ---------------------------- | ------------------ |
| 兵庫県道20号加古川三田線 兵庫県道20号加古川三田線 / 本町バイパス 重複区間起点       | 三木市   | 三木市   | 本町1丁目                    | 本町1丁目交差点    |
| 兵庫県道20号加古川三田線 / 本町バイパス 重複区間終点                                | 三木市   | 三木市   | 大塚1丁目                    | 大塚1丁目交差点    |
| 兵庫県道513号三木環状線                                                             | 三木市   | 三木市   | 宿原                         | 三木庁舎東交差点   |
| 兵庫県道514号志染土山線                                                             | 三木市   | 三木市   | 志染町吉田                   | 吉田南交差点       |
| 兵庫県道83号平野三木線 重複区間起点                                                 | 三木市   | 三木市   | 志染町窟屋（いわや）         | 奥田橋東詰交差点   |
| 兵庫県道83号平野三木線 重複区間終点 兵庫県道85号神戸加東線 重複区間起点             | 三木市   | 三木市   | 志染町御坂                   | 御坂交差点         |
| 兵庫県道85号神戸加東線 重複区間終点                                                 | 三木市   | 三木市   | 志染町御坂                   | 御坂東交差点       |
| 兵庫県道144号西脇口吉川神戸線                                                       | 神戸市   | 北区     | 淡河町淡河（おうご）         |                    |
| 国道428号                                                                           | 神戸市   | 北区     | 淡河町淡河                   | 淡河本町交差点     |
| 兵庫県道506号市野瀬有馬線 重複区間起点                                              | 神戸市   | 北区     | 淡河町野瀬                   | 弓ノ木交差点       |
| 兵庫県道73号山田三田線                                                              | 神戸市   | 北区     | 八多町深谷                   |                    |
| 兵庫県道506号市野瀬有馬線 重複区間終点                                              | 神戸市   | 北区     | 八多町深谷                   | 深谷交差点         |
| 兵庫県道82号大沢西宮線 重複区間起点                                                 | 神戸市   | 北区     | 八多町吉尾                   | 吉尾交差点         |
| 兵庫県道82号大沢西宮線 重複区間終点                                                 | 神戸市   | 北区     | 八多町上小名田（かみおなだ） | 上小名田交差点     |
| 兵庫県道15号神戸三田線 重複区間起点                                                 | 神戸市   | 北区     | 道場町日下部                 | 日下部西交差点     |
| 国道176号 重複区間起点                                                              | 神戸市   | 北区     | 道場町塩田                   | 日下部交差点       |
| 兵庫県道327号切畑道場線                                                             | 神戸市   | 北区     | 道場町道場                   | 道場東交差点       |
| 兵庫県道357号定塚四軒茶屋線                                                         | 神戸市   | 北区     | 長尾町宅原（えいばら）       | 宅原交差点         |
| 兵庫県道17号西脇三田線 兵庫県道20号加古川三田線 重複 兵庫県道73号山田三田線 重複    | 三田市   | 三田市   | 八景町                       | 八景中学校前交差点 |
| 国道176号 重複区間終点 兵庫県道15号神戸三田線 重複区間終点 兵庫県道37号三田後川上線 | 三田市   | 三田市   | 三輪4丁目                    | 三輪交差点 / 終点  |

### 交差する鉄道
- 神戸電鉄三田線
- 福知山線

### 沿線
- 神戸電鉄粟生線 恵比須駅
- 三木市立志染中学校
- 三木市立志染小学校
- 御坂サイフォン橋
- 御坂神社
- 淡河城
- 神戸市立淡河小学校
- 神戸市立淡河中学校
- 有馬ロイヤルゴルフクラブ
- 神戸市立好徳小学校
- 神戸市立義務教育学校八多学園
- 八多郵便局
- 六甲北有料道路 吉尾ランプ
- 北神戸田園スポーツ公園
- グリーン・ガーデンモール北神戸
- 神戸電鉄三田線
  - 道場南口駅 - 三田本町駅
- 神戸リサーチパーク
- 三田市立八景中学校
- 三田市立三輪小学校
- JR西日本福知山線・神戸電鉄三田線 三田駅

### 沿線ガイド

#### 三木市
- 三木市の中心部を起点とし、志染地区の田園地帯を縦断し、その田園地帯の間には志染バイパスが通過している。旧道は集落沿いで道路幅が狭く、大型車の通行が多いことから志染バイパスの整備が進められた。開通後は志染バイパスに交通が流れていき、交通量は減少した[1]。

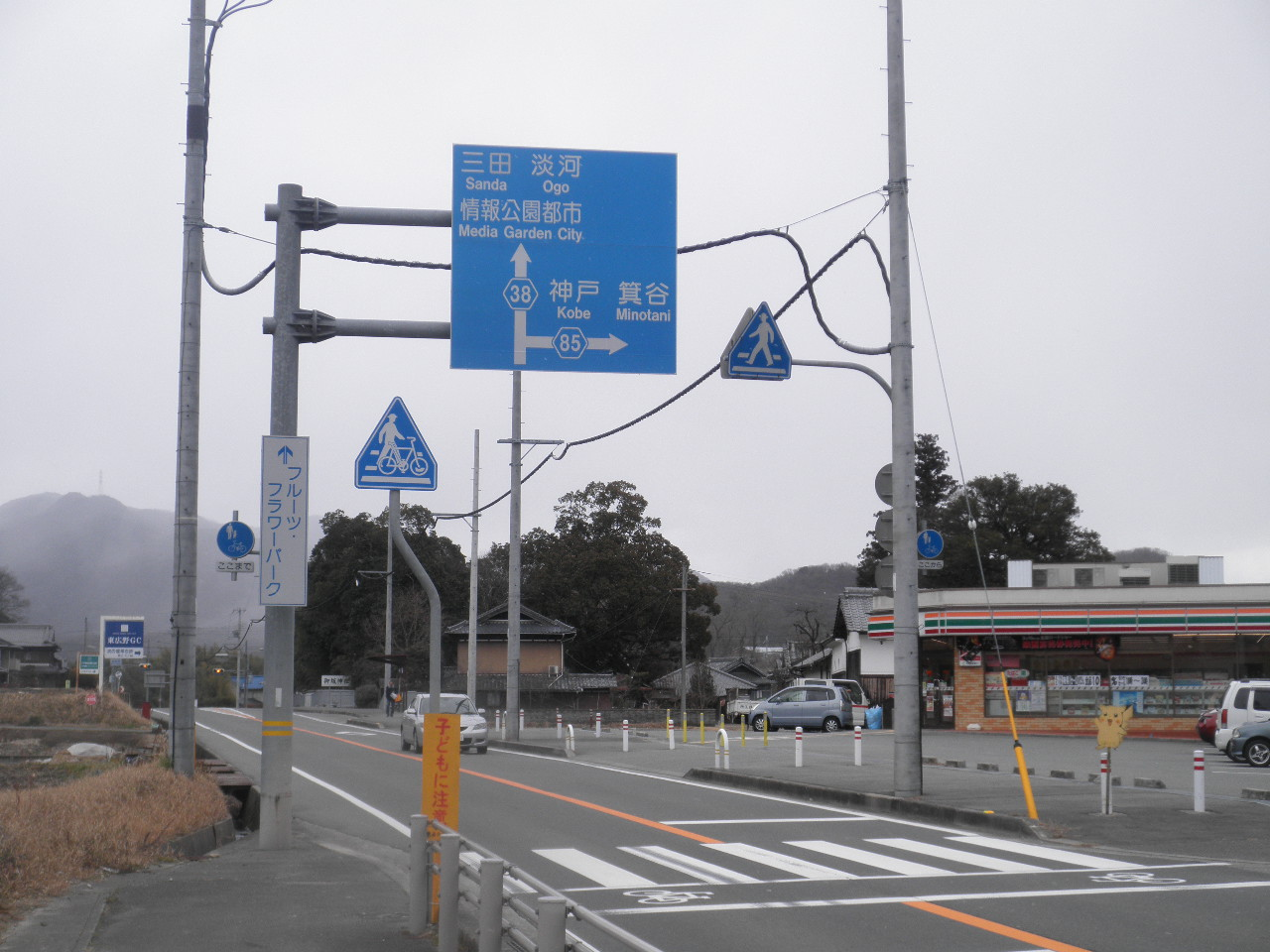
兵庫県道85号神戸加東線との交点 志染町御坂で撮影

#### 神戸市
- 北区淡河町・八多町・道場町の田園地帯を通過し、神姫バスなどの公共交通機関が通る[6]。道場町日下部で単独区間が終了し、それ以降は兵庫県道15号神戸三田線・国道176号と重複する。

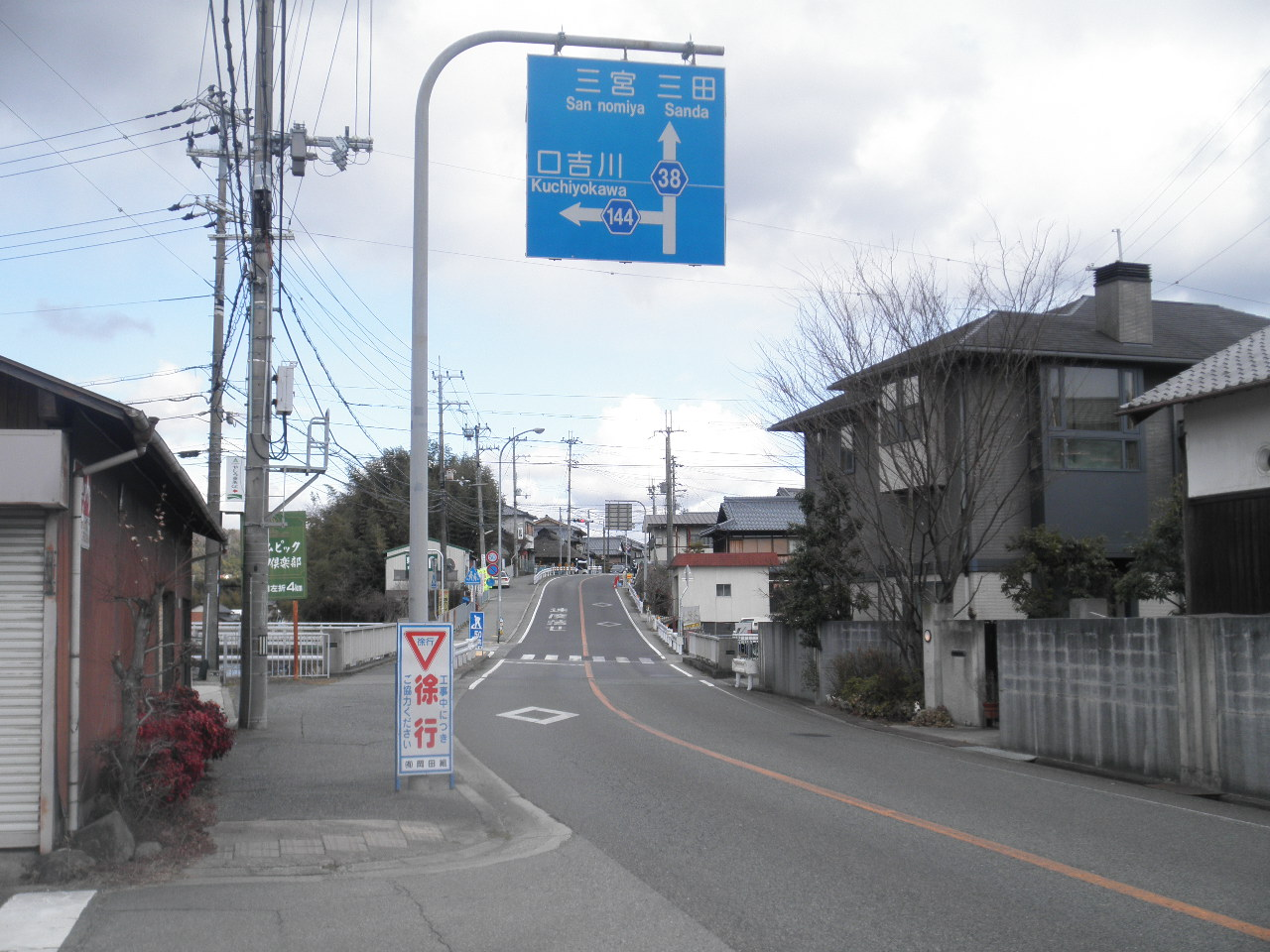
淡河町の中心部 淡河町淡河
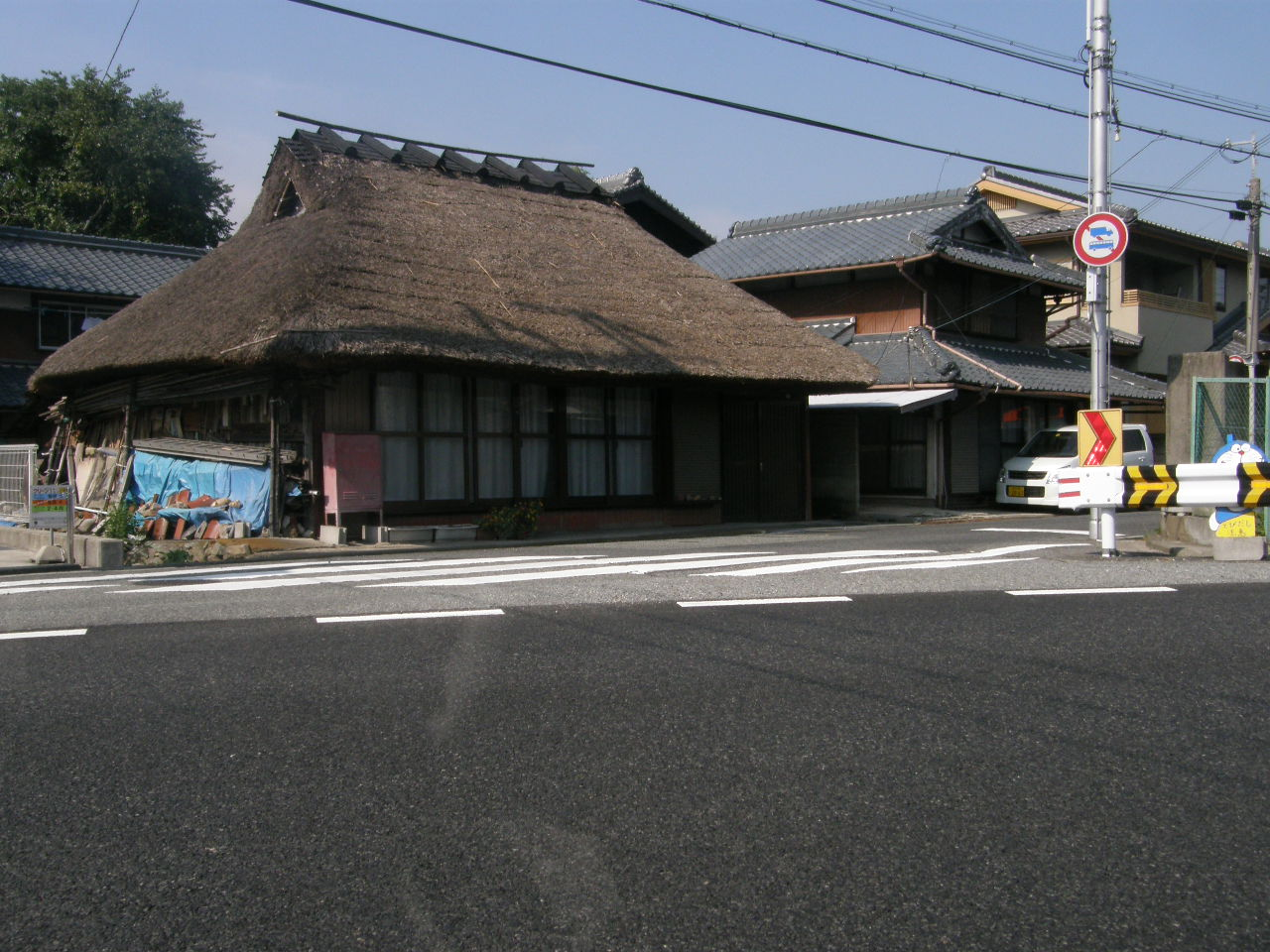
湯の山街道と重なり、淡河本町には湯の山街道旧道も並行し、面影をしのぶことができる（手前黒い部分が新道）。

#### 三田市
- 市内は国道176号と重複する。